# 創世紀系列
创世纪系列是指由目前被艺电收购的Origin Systems在游戏资深制作人理查·盖瑞特（现已在NCsoft工作）带领下开发制作的一系列RPG。理查·盖瑞特在本游戏系列中作为“不列顛王(Lord British)”登场。
广义上的创世纪系列包含狭义的创世纪正传系列，以及在创世纪世界观背景下衍生的网络创世纪及创世纪游戏外以Ultima冠名的如Ultima Underworld之类的游戏。
本系列与巫术系列并列为角色扮演类游戏的开山之作，与3D地下城RPG的先驱巫术系列相对，为2D RPG的先驱。

## 概要
作为创世纪系列起源的是一款叫做Akalabeth的游戏。本游戏系列被认为是二维RPG的原型之作，梦幻仙境、勇者鬥恶龙等多数电子RPG都受到了创世纪系列的影响（或受到了被创世纪系列所影响的游戏的影响）。本游戏系列也推出过相关的漫画与小说。
游戏的正传系列共九部、故事大致分为以下三部分：
U1 - U3黑暗时代（The Age of Darkness）
描写邪恶角色袭击索沙利亞与地球，打倒他们的英雄的故事。影射了《聖經》三卷書：一代影射《啟示錄》的敵基督或大紅龍/事實上也同時是《創世記》的古蛇。二代影射《創世記》墮落天使與人類結為婚配，這同時也是希臘神話的主要題材。三代是假借《出埃及記》之名影射巨人拿非利人（Nephilim)，與日本動漫畫《進擊的巨人》使用同樣的塑材來源。
U4 - U6启蒙时代（The Age of Enlightenment）
导入了三大原理与八大美德的概念，成为本系列故事的主干。在U4的游戏中描写的就是主角逐渐理解并贯彻它们达到顶点而成为圣者（Avatar）的故事。与之相对，U5中则是描写反面角色“黑刺王”扭曲了它们的价值观，并使之如法律般强制执行所带来的灾难后果。U6中通过描写与魔族从战争到和解的过程，提出了关于如何与价值观相异的他者共存的问题。四代「成聖之路」才是影射《聖經：出埃及記》，而《智慧書》便是法版與《十誡》加上後來三卷書《利未記》、《民數記》、《申命記》形成的《摩西五經》。五代「命運鬥士」影射《約書亞記》進入應許之地前的爭戰。六代「假先知」影射《列王記上》以利亞與真假先知對決。
U7 - U9守护者传说（The Guardian Saga）
此三作描写与不列顛尼亞最后的强大而邪恶的敌人——守护者的战斗。守护者拥有强大的力量，却并不以力量来征服，而是腐坏人们的内心引导其走向邪恶，从而毁灭不列顛尼亞。这种斗争对于圣者来说更加严酷。本時期進入《新約聖經》，主要題材類似假教師的討論，主要出處為《彼得後書》聚焦在一些好譏誚的人和刻意曲解真理散播謊言的人；《約翰壹書》論到永恆生命價值，及與其相對的異端的仔細辨別細節，如：諾斯替主義(Gnosticism)、塞林則派(Cerinthians)、多西特派(Docetists)諸多學說的謬誤；《約翰貳書》繼續論到可莉亞姊妹與其兒女成為模範，以及與之相對的摩登派(Modernism)；《猶大書》論濫用自由、作夢而不切實際的人。

## 作品列表
本系列主要有以下作品，标题后的""中为简称。

### Akalabeth
1979年发行的作品，标题画面上有“Ultima”字样，是本系列的起源。共有三个版本存在，分别为理查·盖瑞特个人制作带到游戏店的版本，以及经过游戏公司制品化的两个版本。游戏内容为接受不列顛王的一系列任务，在地下城中打倒各种魔物，直到打败最后的炎魔。作为U1-U5基本形式的地面上为2D地下则为3D的系统，在本作中就已经出现。另外，蒙丹（Lord Mondain）这个名字作为敌方的君主名出现，创世纪系列的世界舞台也从本作开始发展。
炎魔（Balrog）是托尔金（J.R.R. Tolkien）的奇幻小说世界中土大陆里的虚构角色。
Akalabeth这个名称，也是来自托尔金的中土大陆世界第二纪元的努曼诺尔帝国（阿拉贡的祖先）中的Akallabêth岛。

## 创世纪 后更名为 创世纪I：第一个黑暗时期
1981年发行。创世纪系列的第一作。描述在本系列之后的作品中成为圣者的的勇者，打倒持着不朽寶珠给索沙利亞世界带来灾厄的蒙丹巫师的冒险故事。
勇者在4个大陆与8个城镇和迷宫中完成任务，后来甚至进入宇宙空间驾驶战斗艇，使用公主给予的时间机器回到蒙丹得到不死力量之前1000年前的世界，最后破坏不朽寶珠打倒蒙丹而成功。
四大陆中的一个，“Lands of Lord British”在之后的作品中成为主舞台不列顛尼亞，其余的三个之一也在之后的作品中有过登场。
之后在理查·盖瑞特的授权下，其他公司发行过一款拥有类似世界观，名为Questron的RPG。
本作平台为Apple II，之后发售过复刻版。

## 创世纪II：女巫的复仇
1982年发行。打倒蒙丹之后，身为他的徒弟兼年轻妻子的米娜克丝(Minax)开始了复仇。
米娜克丝可以通过操纵月门（Moon gate）进行时间移动，她在太古地球的传说时代建立了据点，并企图通过干涉历史引起全面核战争来毁灭这个世界。在游戏中描述的就是为了打倒米娜克丝，而在数个时代与星系中寻找线索的故事。
本作系统与前作基本相同。

## 创世纪III：恐怖的出走船血跡 （無人船門楣的血字）
1983年发行。一艘在甲板上写着血字“EXODUS”的无人漂流船被发现，灾厄再次威胁索沙利亞世界。不列顛王再次召唤勇者，命其寻找“EXODUS”的本体并予以消灭。
本作在系列中首次出现队友系统，像巫术系列一样，可以自由制作种族、职业不同的角色来编成4人冒险队伍。战斗变为与敌人接触后切换到单独战斗画面的形式，采用类似战棋的形式，在系列之后的作品中，此形式逐渐改良并沿用使用到U7为止。
本作中出现的城镇有10个以上，3D地下城迷宫有7个。游戏中使用月门可以在各地间瞬间移动，并可以从海盗手中抢夺船只来作为交通工具。游戏过程主要为探索地下城迷宫打倒各种敌人，获得经验值与金钱，提升各种属性，并逐渐解开“EXODUS”之谜。
本作中组成4人冒险队伍的各角色，可以从各属性平均的“人类”、灵巧上限较高的“精灵”、力量上限较高的“矮人”、智力上限较高的“哈比人”、灵巧与知识上限较高的“毛绒人”这五个种族之中选择，其后还有11种各具特点的职业可供选择，并有一定的属性点数可以自由分配。

## 创世纪Ⅳ：成聖之路
1985年发行。毁灭Exodus之后，统一了索沙利亞的不列顛王开始寻求人们行为准则的标准，命令主角去对其进行探索。主角的目的是成为贯彻三大原理与八大美德的圣者（Avatar），为此玩家在游戏中通过自己的各种实际行动，如与人们进行交流，在神殿中冥想，献血等各种方式来学习领悟美德。另外，为了在地下城“Great stygian of abyss”中得到“终极智慧宝典(Codex of Ultimate Wisdom)”，需要对各种线索进行探索。
本作对于本系列之后的发展变化带来很大影响，世界的名称从“索沙利亞”变为“不列顛尼亞”，全世界的地形与城镇、地下城等等的名称与位置基本固定了下来。本作完全除去了之前作品中的科幻元素，三大原理与八大美德的概念、分别消耗8个种类的药剂的8个种类的魔法、塔罗牌占卜式的角色制作等等要素都成为了本系列的特征。

## 创世纪Ⅴ：命运鬥士
1988年发行。成为了圣者的主角将终极智慧宝典带回了不列顛尼亞之后，发现了巨大地下世界的存在。不列顛王亲自率领探险队探索地下世界，却失踪了。作为国王代理的黑刺王(Lord Blackthorn)本来恪尽职守，但随着神秘的3个黑暗领主(Shadowlords)的出现，开始进行曲解美德的暴政。圣者同伴的Iolo和Shamino为了找回不列顛王，召唤了圣者。
在黑刺王的统治下，圣者成为了通缉犯，他必须与潜伏在各地的地下组织一起活动，寻找同伴来一起打倒黑刺王，并救出被困在地下的迷宫中的不列顛王。
本作导入了时间的概念，在清晨-白天-夜晚的变化中，游戏中人们的生活被描述得更具有真实感。

## Ultima VI the False Prophet "U6" （假先知）
1990年发行。回到现实世界生活的圣者面前又一次出现了召唤他的月门。可是穿过月门后，圣者马上被一群魔族捉住，正在魔族们要把圣者在祭坛上活祭的时候，被及时出现的同伴们所救。
此时不列顛尼亞正受到魔族的侵略威胁，处于临战状态。圣者着手击退魔族，却发现了其侵略的原因——因为前作中自己把终极智慧宝典带回了不列顛尼亞，而让魔族们的世界陷入了濒临毁灭的危机。从而，圣者开始探求不列顛尼亞与魔族世界的共存之道。
本作是本系列初次在IBM PC平台上登场的作品，画面大幅强化，城镇与迷宫都不同于以往切换区域地图的方式，而是直接在一张大地图上一体化表现，战斗也不切换战斗画面直接在地图上进行，此形态延续到U7系列。
FM-Towns版中附加了语音，这在当时的RPG中十分罕见，在英文版中理查·盖瑞特亲自担当了不列顛王这个角色的配音。

### World of Ultima: Savage Empire "SE"
1990年发行。在调查连接现实世界和不列顛尼亞的月门时，圣者受不明的爆炸所波及，被卷入了异世界，那是一个处于类似恐龙时代的世界。
此作由Martian Dreams推出后、成为World of Adventure系列的第一作。

### World of Adventure 2: Martian Dreams "MD"
1991年发行。在圣者和Dr.Spector面前出现了一名神秘的女人，在交给他们一些东西后消失了。交给他们的东西有在1895年写成的关于时间旅行的书，以及照有圣者与Dr.Spector的维多利亚时代照片。
本作的登场人物粗看与不列顛尼亞没有关系，但实际上其外型是圣者同伴中的几个人的变装版。

### Ultima Underworld the Stygian Abyss "UW,UW1"
1992年发行。正在现实世界中睡觉的圣者，梦中出现了幽灵一般的神秘老人，他告诉圣者危险正在迫近不列顛尼亞。
圣者直接被召唤到了不列顛尼亞世界，发现自己身处在黑夜中的一个房间，一名身份不明的巫师绑架了少女正在逃走。
随后圣者被卫兵当成绑架的共犯抓住，城堡主人男爵声称，如果要证明自己是真正的圣者，就得把他的女儿带回来，并把圣者关进了绑架者所逃入的深渊地下城中。
深渊中是一个人与各种怪物各自占山为王的混乱世界，圣者不得不在物资有限的环境中生存，救出男爵的女儿，并与从事件背后的异世界召唤出来的强大恶魔决胜。
本作与创世纪系列拥有相同世界观，但为Blue Sky Software公司（之后更名为Looking Glass Technology）的作品。
本作后来被移植到PS平台。

## Ultima VII the Black Gate "U7" （黑月之門）
1992年发行。圣者在现实世界操作电脑时，显示屏上突然出现了一个自称守护者的家伙。守护者号称要用自己的统治为不列顛尼亞迎来新的启蒙时代，并要把圣者也变成自己的部下，对此感到不安的圣者再次穿过召唤的月门来到不列顛尼亞。距上次访问后，不列顛尼亞上的时间已经流逝了200年，其中歌舞升平一片繁荣景象，看起来并没有遭到什么威胁……持续到系列最后的作品Ultima IX Ascension的“守护者传说”篇章的故事就此开幕。
圣者接到了市长的委托而调查一宗离奇的肢解杀人事件，为搜索嫌疑犯而在不列顛尼亞各地奔波的途中，逐渐逼近了“灵修圣徒教会（The Fellowship）”的阴影和守护者所布下阴谋的真相。
本作中影射了邪教、种族歧视、选举黑幕、拜金主义、环保、吸毒等各种社会问题，并包含了不伦和纯爱等关于人间悲欢离合的剧情。
系统方面，进一步发展改进了继承于前作U6中的鼠标操作界面与关键词选择式对话系统，其形式在之后逐渐变化继续使用于U8、UO、U9中。

### Ultima VII add-on the Forge of Virtue "U7FV,FoV"（美德煅造）
1992年发行。作为Ultima VII the Black Gate的追加内容磁碟发行。本来沉没于海中的火焰岛（Isle of Fire，作为EXODUS所在地之岛，后来在其上建立了爱、真实、勇气之三原理的神殿）再次浮出海面，圣者受命对其进行探索。

### Ultima Underworld II Labyrinth of Worlds "UW2"（世界迷宮）
1993年发行。在阻止了守护者降临到不列顛尼亞的一年之后的复兴纪念节的翌日早晨，不列顛王的城堡突然被巨大的黑石所封闭，与外界隔绝。
圣者为了寻找出口而进入城堡的下水道，发现了拥有可以打开异世界传送门功能的小块黑石，在已经陷入守护者魔掌的八个异世界中往来，寻找解放城堡的方法。
本作为Looking Glass Technology所公司开发。

### Ultima VII part two： Serpent Isle "U7p2,SI,U7SI"（巨蛇島）
1993年发行。在阻止了守护者降临到不列顛尼亞的18个月后，发现了灵修圣徒教会教主巴杜因的密室。在其中发现了守护者给巴杜因的指示信，命其前往巨蛇岛（Serpent Isle）进行破坏不列顛尼亞的计划。不列顛王为了阻止此计划而命令圣者追踪巴杜因。
以之前作品中蒙丹巫师死后就没再提及的索沙利亞四大陆之一“the Lands of Danger and Despair”作为冒险的舞台。

### Ultima VII part two Serpent Isle add-on the Silver Seed "U7SS, SS" （巨蛇島之銀樹種）
1993年发行。作为前作Serpent Isle的追加内容磁碟发行。圣者前往秩序与混乱两大势力不断争斗的太古时代巨蛇岛，以唤醒保持世界平衡的白银树（Silver Tree）为使命。

## Pagan:Ultima VIII "U8"（異教徒）
1994年发行。在前作的最后被守护者捉住的圣者，被扔到了已被守护者征服的异世界“Pagan”。圣者在寻找从这个世界脱身的方法的同时，不列顛尼亞正遭到守护者的侵略。
本作中描述了圣者为了回到不列顛尼亞而不择手段，进行邪恶仪式，召唤恶魔，为Pagan世界带来了各种灾难。圣者最后自己成为虚空泰坦，打开了自己的黑色月门。
本作的系统变为了包括平台跳跃的动作游戏形式，被玩家们揶揄为“超级马里奥创世纪（SuperUltimario）”。
本作发布过一个修正补丁(ver. 2.12)，主要的目的是为了降低平台跳跃的难度，在初版中平台的蹩脚设计导致玩家几乎无法将游戏进行下去。此外，一些活动的飞石平台变成固定，其他的负重限制等等也得到平衡。
- Pagan:Ultima VIII speech pack

U8的语音扩展磁碟。在CD版本的U8游戏中，直接集成了本扩展。

### Pagan:Ultima VIII add-on the Lost Vale（未发行）
为U8开发的追加内容，因为U8的售出量不足而未能发行。
原本预定的冒险舞台是被信奉守护者的Pagan人所打败，崇拜“古老者（Ancient Ones）”的残存者们所隐居的山谷。

### Ultima Online the Shattered Legacy "UO"
1995年发布测试版，1997年正式发行。本作是使用创世纪系列世界观的网络游戏，为利用互联网的网络游戏的开山之作。详细请参考网络创世纪条目。本作可以说对创世纪系列和Origin Systems的命运造成了重大的影响。

## Ultima IX Ascension "U9,UA"（羽化升天/真神成聖）
1999年发行。脱离Pagan世界的圣者最后的战斗。圣者在Pagan世界期间，不列顛尼亞落到了守护者的魔掌之中，失去了美德精神的人们的心灵都被扭曲了。圣者为了让人们再次觉醒美德之心，必须和守护者做最后的决战。
由于母公司EA的强迫，本作不得不在开发尚未完成时紧急发行，因此内容完成度非常低。其后由于理查·盖瑞特被EA解雇，本作成为了创世纪系列的最后一作。
在本作的最后，圣者与守护者玉石俱焚，本作的封面上抽象地描绘了圣者与守护者的关系。

### Ultima Online 2 后更名为 Ultima World Online: Origin（未发行） "UO2,UWO"
以网络创世纪的进化版来开发的全3D网络游戏，后因EA的财务问题而停止开发。在此之前，理查·盖瑞特被解雇。
原先预定的内容是在网络创世纪的故事之后，不列顛王军与黑刺王军发生了全面战争，不列顛尼亞因为黑刺王释放的强力魔法而引起的时空扭曲而和过去世界与未来世界连接在了一起。负伤濒死的黑刺王逃到未来世界，得到了一副机器身体，再次试图对不列顛尼亞进行复仇。
增加了选择太古人类与未来机器人文明这两个新种族，并为这两个种族追加了响应的技能和物品，最后这两个种族和世界设定被作为网络创世纪的扩展包“Lord Blackthorn's Revenge”而再利用。

### Ultima X Odyssey（未发行） "UXO"
2003年8月作为本系列正传续篇发表的3D网络游戏，与网络创世纪并没有关系。于2004年7月宣布停止开发。
原先预定的内容是在玩家在U9中升天的圣者之心所创造出的美德世界中进行各种任务来提高美德。游戏准备了多种可以选择的种族，游戏为MMORPG形式，也有玩家间非共享的单独事件与战斗区域等要素，在当时看来充满了各种崭新的创意。

### Lord of Ultima "LoU"
2010年4月21日开始运行。本作品并不是RPG，而是策略类型的网页游戏。本游戏为免费，但存在收费物品之类内容，游戏只有英语和德语版本。
本游戏的舞台并不是不列顛尼亞，虽然一部分建筑物上有创世纪系列上出现的名称，但本游戏与以往的创世纪系列世界观关联甚少。本游戏为EA Phenomic工作室所开发。

### 典藏版
创世纪系列发行过数个包含以往作品的典藏版。
- Ultima Trilogy I.II.III
- Ultima the Second Trilogy IV.V.VI
- Ultima I-VI CD-ROM
- The Complete Ultima VII CD-ROM
包含Ultima VII相关全部作品。
- Ultima Underworld I & II CD-ROM
包含Ultima Underworld相关全部作品。
- Pagan:Ultima VIII CD-ROM
包含英、法、俄三个语言与各自的语音包。和磁盘版同时发行。
- Ultima Collection "UC"
包含Ultima I-VIII。

### 其他
在Game Boy掌机平台推出过两个有Origin Systems参与的外传作品。两作中圣者都不是主角，而是从正传游戏的圣者同伴中的Shamino、Dupre、Iolo、Mariah之中选择。
- Ultima Runes of Virtue
- Ultima Runes of Virtue II

## 創大系角色特點
有些角色有多個名字列表。這是由於在移植 U9 時對名稱進行了翻譯以匹配原始讀法。
最重要的人

### 聖者阿華塔Avatar
【出場：全系列】
《創世紀》系列的主角。玩家的另一個自我是一個來到另一個世界不列顛尼亞（索薩利亞）的地球人。每當索薩利亞世界陷入危險時，U4都會出現並拯救世界的英雄，U4掌握了 #八種美德，並從大冥河深淵帶回了《#終極智慧法典》（化身）”。
在U9時，他得知宿敵守護者就是自己的分身，並通過在結界中詠唱末日魔法，與守護者一起飛升，完成了最後的冒險。
在U7之前，你可以在遊戲開始時選擇性別，但在U8之後，就固定為男性。

### 布利坦領主LordBritish
出現：#Akalabeth、U1、U2、U3、U4、U5、U6、SE、U7、UW2、SI、UO、U9]
不列顛尼亞國王。在U1中，他是統治索薩利亞四大洲的八王之一，但由於蒙丹毀滅時發生的 #地殼大運動，其他大陸消失在不同的維度，剩下的索薩利亞統一了。 U4之後，國家名稱改為“#布利坦尼亞”，並以 #三原則和八德為基礎制定了良好的政府（影射三綱八目？）。八郎等人在背後稱呼的綽號是“鼻子先生”。
本來他和阿凡達一樣也是地球人，所以在索薩利亞世界裡擁有壓倒性的長壽。沒有皇后，U7卻暗地裡有情婦和私生子。佛羅里達大學還以他的女兒 #英國公主為特色。
另外，布利坦領主殺戮中雖然有一些熱心玩家，但應用FoV後只有U1、U2、U3、U6和U7可以被殺（查看）。在UO中，他是作者 #理查蓋略特 的化身，但理查德忘記設置無敵旗幟並登錄，所以玩家殺死了他。
在U9上，在與Blackthorn的對峙事件之後（這也是本系列的自我告誡），他說出了一句可以說是諷刺和嘲諷的“萬古萬國電腦RPG之王”的話。

### 時間領主 #鷹風Hawkwind
【出場：U3、U4、U7、U9】
它是超越生命的靈體，是時間的守護者，守護著包括地球和不列顛尼亞在內的整個宇宙時間的正確流動。
雖然他沒有直接干預這個世界的強大力量，但他擁有各種事物的知識，包括其他世界，所以他主要通過引導和支持阿凡達來保護世界免受陰影的侵害。
他以人類的形式出現，有時會在地表世界停留一段時間，在此期間他稱自己為先知 #鷹風。
在U3中，他還知道敵人不想知道的秘密信息，比如教阿凡達如何摧毀Exodus，所以在U7中，他被守護者搶先，囚禁在靈性神殿中。在U9中，第一個教程中只有聲音是 #Hawkwind，但在最後的地下城中有一個停止時間的魔法和他的音符，從簽名來看時間領主和 #Hawkwind 是同一個人。（但是，似乎有人在之前的《Ultima Online》相關活動中直接從作者 #Richard_Garriott 那裡聽到了這句話）。

### 阿華塔伴侶
指在U4的阿華塔試煉中陪伴主角的八位同伴。 （實際上是包括主角在內的8人隊伍，所以不會有和主角同職業的人陪你。）
U4之後，他們經常幫助阿凡達冒險，而到了U9，有人被守護者洗腦，有人失去了生命，但最終，大家都聚集在阿凡達的麾下，共同粉碎了守護者的野心。

### 沙米諾（Shamin Salle Dacil）
[出場：U1、U3、U4、U5、U6、U7、SI、U9]
當布利坦領主第一次登陸索薩里亞時，他是他遇到的第一個人，在U1中，他以沙米諾勳爵的身份出現，索薩里亞的領主之一。當蒙丹之球破碎時，他的城堡和封地將飛到另一個維度（後來的蛇島），並將在《SI》中重新出現。
U4之後，他成為了聖甲蟲遊俠，守護著“靈性”的美德，並作為阿凡達同伴幫助冒險。雖然他沒有加入U9，但是對於獨自進入空靈幻境，發現守護者的身份，他起到了非常重要的作用。
沙米諾（Shaamino）這個名字似乎是理查蓋略特（Richard Garriott）在他的遊戲好友中為自己創造的名字，以現實生活中的法國騎士島野（Shimano）命名（儘管還有其他理論）。因此，他的外貌與理查蓋略特極為相似。

### 杜普雷Dupre
【出場：U2、U3、U4、U5、U6、U7、UW2、SI、U9】
在U2中，它作為玩家的名字出現在手冊中。作為U3中的NPC之一，你可以在英國的小酒館見到他。守護“#榮譽Glory”美德的聖騎士，但也有喜歡酒精和女人的一面。石像鬼戰爭後，他被布利坦領主封為爵士，後來被稱為杜普雷爵士。
在SI中，他作為阿凡達的替代者自焚，成為混沌巨蛇的一部分，但在U9中隨著靈糧堂的淨化而復活。
模特是理查德最好的朋友格雷格·戴克斯。

### 伊奧洛（Iolo FitzOwen）
[出場：U1、U2、U3、U4、U5、U6、U7、UW2、SI、U9]
以 U1 的城堡小丑或吟遊詩人的身份出現。從U4開始，他作為一名守護“#仁慈Kindness”美德的英國吟遊詩人伴隨著《阿凡達》的冒險。除了音樂方面的造詣，比如創作國歌《石頭》之外，他還是一位熱愛弩的一流弓箭手，還在U6和U7經營過一家弓箭店Iolo's Bow。他有一個妻子，名叫 #格維諾。
模特是理查德最好的朋友大衛·沃森。

### 瑪麗亞Mariah
[出場：U4、U5、U6、U7、U9]
來自月光的女巫師，她在 #利奎姆工作，同時保持著“#誠實Honest”的美德。在U6時期，他在破譯石像鬼預言中發揮了重要作用。
在日版《黑騎士的終極陰謀》中，臉部圖形發生了明顯的變化。

### 喬弗瑞Geoffrey
【出場：U4、U5、U6、U7、UW2、U9】
體現了英勇美德的勇敢戰士。最初來自杰羅姆.從U6開始，他就擔任布利坦領主的保鏢和護衛隊長，很少有機會參與冒險。

### 佳娜Jaana
【出場：U4、U5、U6、U7、U9】
虞國的女性德魯伊。一個秉持“#正義Justice”美德的正義之人，在黑刺李的壓迫下參加了反抗活動。
他有著意想不到的好戰的一面，他樂於承擔更危險的任務，這似乎反映了真正的德魯伊的特徵。

### 朱莉婭Julia
[出場：U4、U5、U6、U7、U9]
米諾克族的一名工匠（在某些版本中被翻譯為鐵匠，但更準確地說是修補匠）的女性，也是“#奉獻”美德的倡導者。個性大膽、開朗。我迷戀阿凡達。

### 凱薩琳娜Katrina
【出場：U4、U5、U6、U7、U9】
住在新馬金西亞的女牧羊人。據說它是 #舊馬金西亞的倖存者，該古城被居民的傲慢所摧毀。她為了守護“#謙遜Homble”的美德而安靜謙虛，但她卻有著堅強的意志，甚至在U9的大部分同伴被守護者洗腦而成為敵人的時候，她也是阿凡達唯一的盟友。 （雖然我很傲慢） 。

## 世界观

### 美德与原理

#### 三大原理
- 爱(Love)
- 真实(Truth)
- 勇气(Courage)

在作品中有绿野仙踪中的角色向主角与其同伴们寻求三大原理的描写（稻草人所寻求的头脑→真实，铁皮人所寻求的心→爱，狮子所寻求的勇气）。

#### 八大美德
| 名称                | 所属原理     | 代表符号 | 代表颜色 | 对应暗语 | 说明                                                         |
| ------------------- | ------------ | -------- | -------- | -------- | ------------------------------------------------------------ |
| 恻隐 (Compassion)   | 爱           | 心形     | 黄       | MU       | “对任何生命都无区别对待的同情之心”                           |
| 诚实 (Honesty)      | 真实         | 张开的手 | 蓝       | AHM      | “对真实无条件的尊重” “对自己和他人都绝不背叛的精神”          |
| 勇敢 (Valor)        | 勇气         | 剑       | 红       | RA       | “基于自己信念而行动的勇气”                                   |
| 荣誉 (Honor)        | 真实·勇气    | 杯       | 紫       | SUMM     | “不被任何事物所迷惑，为真实而屹立的精神”                     |
| 牺牲 (Sacrifice)    | 爱·勇气      | 眼泪     | 橙       | CAH      | “以爱为名献身的勇气”                                         |
| 正义/公正 (Justice) | 爱·真实      | 天平     | 绿       | BEH      | “凭着爱对真实献身的心”                                       |
| 灵性 (Spirituality) | 爱·真实·勇气 | 生命之符 | 白       | OM       | “着眼内在，考虑如何接受爱、真实与勇气的心”                   |
| 谦逊 (Humility)     | 无           | 牧羊杖   | 黑       | LUM      | “不拘泥于世间的价值观，洞察与生俱来的价值，领会为人之道的心” |

※勇气为“红”，爱为“黄”，真实为“蓝”，美德的代表颜色皆遵循三原色原理决定。
1. ↑  英文同於「現代主義」但所指顯然不同，這是初代教會的異端